# World Fiction
World Fiction is een muziekalbum van de Amerikaanse toetsenist Kit Watkins. De muziekalbums van Watkins worden al jaren uitgegeven door obscure platenmaatschappijtjes of door hem zelf; hetgeen hier het geval is.
Kit Watkins is de enige medewerker aan dit album ;alle instrumenten worden door hem gespeeld; alle muziek is door hem geschreven of geïmproviseerd.

## Composities
1. Snake charmer
2. World fiction I
3. World fiction II
4. World fiction III
5. World fiction IV
6. World fiction V
7. World fiction VI
8. World fiction VII
9. Mondo Panda
10. Delirium I
11. Delirium II
12. World fiction VIII.